# Гомф булавоподібний
Гомф булавоподібний, свиняче вухо (Gomphus clavatus) — вид грибів роду гомф (Gomphus). Гриб класифіковано у 1821 році.

## Будова
Плодове тіло булавоподібне, схоже на вухо, до 12 см вистоти, не симетричне, м'ясисте. Верхня частина плодового тіла увігнута, інколи лійкоподібна, з тонкими поздовжніми тріщинами на краю. М'якоть фіолетова або червона, згодом жовто-коричнева з бузковим відтінком. Поверхня зморшкувата або жилкувата. Тканина плодового тіла щільна, біла, з приємним запахом.

## Поширення та середовище існування
Європа (Австрія, Болгарія, Велика Британія, Данія, Естонія, Латвія, Німеччина, Норвегія, Польща, Угорщина, Фінляндія, Франція, Швеція), Азія та Північна Америка. В Україні на Правобережному Поліссі.
Росте у хвойні та листяних лісах на вапнякових і глинистих ґрунтах. Утворює мікоризу з хвойними та листяними породами дерев. Плодові тіла з'являються із серпня по листопад.
Єдиний представник роду в Україні. Природоохоронний статус виду: Зникаючий, зенесений у Червону книгу України.

## Практичне використання
Добрий їстівний гриб.